# Presidentvalet i Litauen 2009

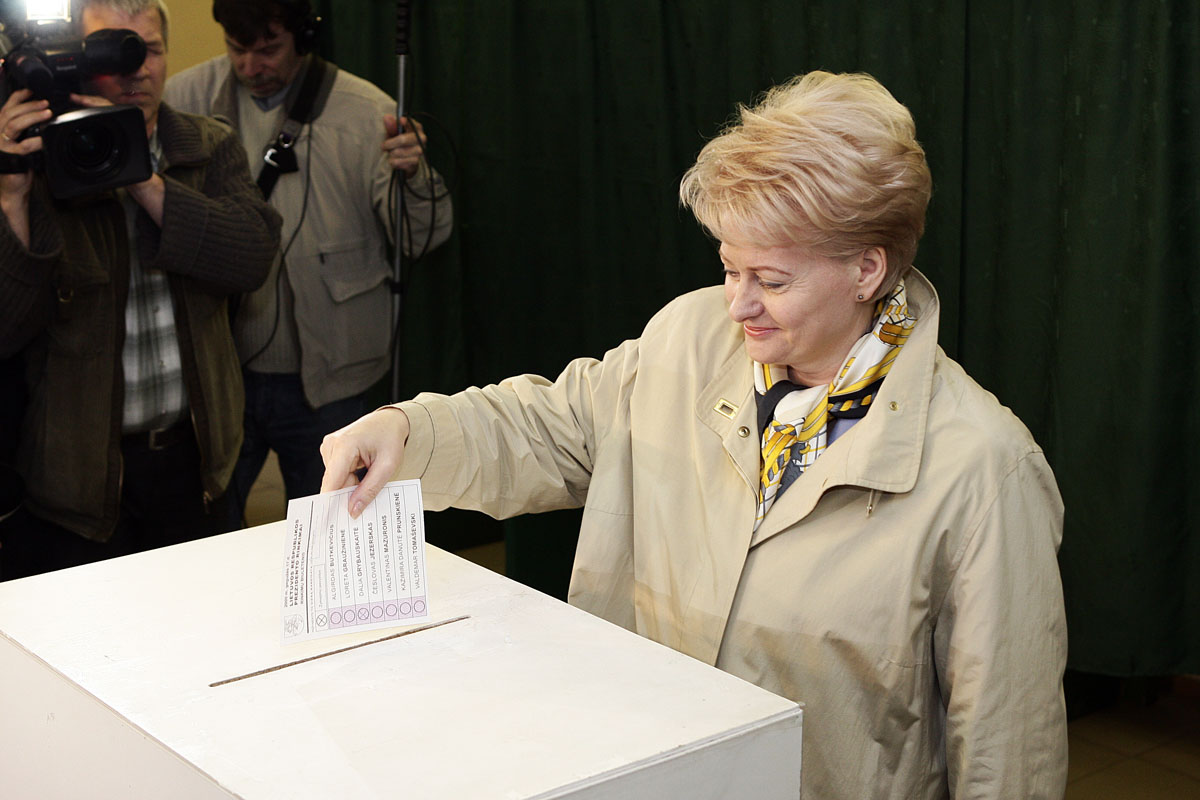
Den blivande presidenten Dalia Grybauskaitė avlägger sin röst på valdagen den 17 maj 2009.

Ett Presidentval hölls i Litauen den 17 maj 2009. En andra valomgång skulle ha hållits den 7 juni 2009 om den hade behövts. Den dåvarande EU-kommissionären Dalia Grybauskaitė utsågs till president efter att ha fått 69 procent av rösterna och hon tillträdde som landets president den 12 juli 2009.

## Kandidater
Bekräftade kandidater som hade mer än 20,000 underskrifter.
- Dalia Grybauskaitė[2]
- Valentinas Mazuronis (Tvarka ir teisingumas)
- Kazimiera Prunskienė (tidigare premiärminister)
- Česlovas Jazerskas
- Waldemar Tomaszewski (Lietuvos lenkų rinkimų akcija)
- Loreta Graužinienė (Darbo Partija)
- Algirdas Butkevičius (Litauens socialdemokratiska parti)

## Resultat
Sammanfattning av presidentvalet i Litauen den 17 maj 2009 
| Kandidat                           | Parti                                   | Röster    | %     |
| ---------------------------------- | --------------------------------------- | --------- | ----- |
| Dalia Grybauskaitė                 | Partilös                                | 950,407   | 69,1  |
| Algirdas Butkevičius               | Litauens socialdemokratiska parti       | 162,665   | 11,8  |
| Valentinas Mazuronis               | Ordning och rättvisa                    | 84,656    | 6,2   |
| Waldemar Tomaszewski               | Valaktionen för polacker i Litauen      | 65,255    | 4,7   |
| Kazimira Prunskienė                | Lietuvos valstiečių liaudininkų sąjunga | 53,778    | 3,9   |
| Loreta Graužinienė                 | Darbo Partija                           | 49,686    | 3,6   |
| Česlovas Jezerskas                 | Partilös                                | 9,191     | 0,7   |
| Ogiltiga röster                    | Ogiltiga röster                         | 17,640    | —     |
| Totalt                             | Totalt                                  | 1,393,278 | 100 % |
| Registrerade röster/röstdeltagande | Registrerade röster/röstdeltagande      | 2,691,603 | 51,8  |
| Källa: VRK                         |                                         |           |       |